# Chelus orinocensis
La mata mata dell'Orinoco (Chelus orinocensis) è una specie di tartaruga d'acqua dolce facente parte del genere Chelus, che si trova in Sud America, principalmente nel bacino dell'Orinoco. La specie è stata identificata nel 2020, come una specie separata dalla specie tipo Chelus fimbriatus.

## Scoperta tramite analisi genomica
Nel 2020, è stata riportata un'analisi genomica della mata mata, che ha mostrato una profonda divisione genetica tra le popolazioni nei bacini dell'Amazzonia e dell'Orinoco. Gli autori hanno proposto che la popolazione dell'Orinoco fosse assegnata a una nuova specie, Chelus orinocensis, con la popolazione amazzonica che manteneva la designazione della specie Chelus fimbriatus.
Prima della sua descrizione come specie separata, erano già state notate osservazioni di differenze morfologiche distintive tra gli esemplari nelle popolazioni dei bacini dell'Amazzonia e dell'Orinoco.